# Барцана
Барца́на (итал. Barzana) — коммуна в Италии, располагается в регионе Ломбардия, подчиняется административному центру Бергамо.
Население составляет 1562 человека, плотность населения составляет 781 чел./км². Занимает площадь 2 км². Почтовый индекс — 24030. Телефонный код — 035.